# Massacre de Quancim

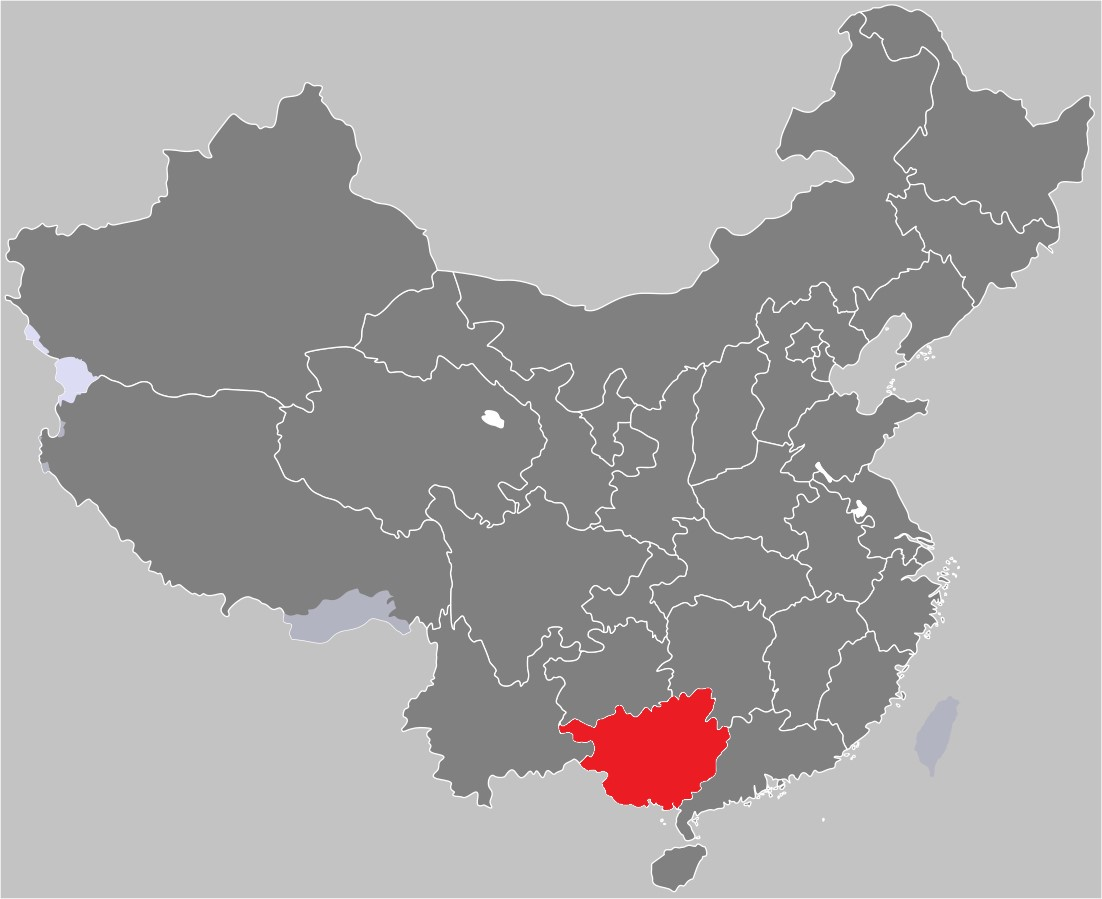
Província de Quancim (em vermelho)

O Massacre de Quancim (chinês tradicional: 廣西大屠殺; chinês simplificado: 广西大屠杀; pinyin: Guǎngxī Dàtúshā) foi uma série de eventos envolvendo linchamento e massacre direto em Quancim durante a Revolução Cultural (1966-1976). O registro oficial mostra um número estimado de mortos de 100.000 a 150.000. Os métodos de abate incluíam decapitação, espancamento, sepultamento vivo, apedrejamento, afogamento, fervura e estripação. Em certas áreas, incluindo o condado de Wuxuan e o distrito de Wuming, ocorreu um canibalismo humano em massa, embora não houvesse fome: de acordo com os registros públicos disponíveis, pelo menos 137 pessoas (talvez centenas mais) foram comidas por outras e pelo menos milhares de pessoas participaram do canibalismo. Outros pesquisadores apontaram que 421 pessoas que poderiam ser identificadas por seus nomes foram comidas, e houve relatos de canibalismo em dezenas de condados de Quancim.
Após a Revolução Cultural, as pessoas que estiveram envolvidas no massacre ou canibalismo receberam punições menores durante o período "Boluan Fanzheng". No condado de Wuxuan, onde pelo menos 38 pessoas foram devoradas, catorze participantes foram processados, recebendo até 14 anos de prisão, enquanto noventa e um membros do Partido Comunista Chinês (PCC) foram expulsos do partido e trinta e nove funcionários não partidários foram rebaixados ou tiveram um corte de salário. Embora o canibalismo tenha sido patrocinado por escritórios locais do Partido Comunista e da milícia, nenhuma evidência direta sugere que alguém na liderança nacional do Partido Comunista, incluindo Mao Tsé-Tung, endossou o canibalismo ou mesmo soube dele.

## Contexto histórico

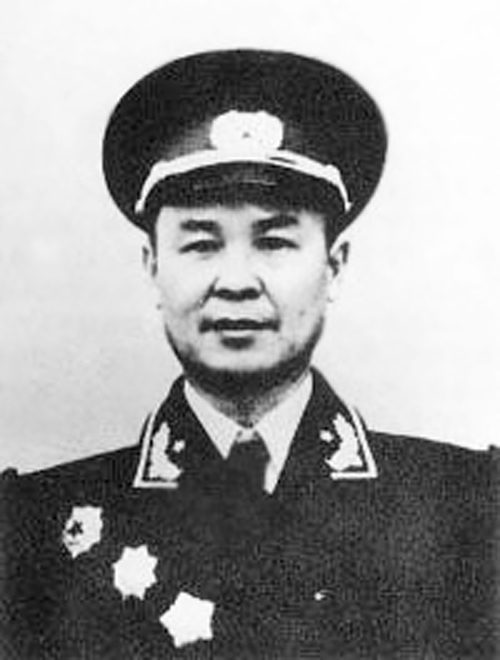
Wei Guoqing

Em maio de 1966, Mao Tsé-Tung lançou a Revolução Cultural. A partir de março de 1967, duas facções se formaram gradualmente entre as tropas e civis em Quancim. Uma facção (conhecida como "Sede Unida") apoiou incondicionalmente Wei Guoqing, que era o presidente de Quancim e um oficial de alto escalão do PCC, para dirigir a revolução em Quancim. No entanto, a outra facção (conhecida como "4.22") se opôs a esse apoio incondicional, pedindo a Wei para fazer uma autocrítica primeiro. Os confrontos eclodiram entre as duas facções e os massacres logo ocorreram nas regiões rurais de Quancim.

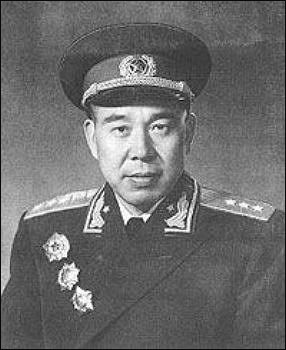
Huang Yongsheng

Embora a "facção 4.22" recebesse o apoio do premier Zhou Enlai em agosto de 1967, estava em desvantagem em Quancim, exceto na cidade de Guilin. Em fevereiro de 1968, a Região Militar de Guangzhou ordenou que as tropas que apoiavam a "facção 4.22" se afastassem da região; em abril de 1968, Huang Yongsheng, então chefe da Região Militar de Guangzhou, declarou que a "facção 4.22" era uma "organização reacionária" e começou a supressão massiva (ao mesmo tempo, o Massacre de Guangdong também ocorreu). Desde o verão de 1968, o massacre se espalhou das regiões rurais para as cidades de Quancim.

## Métodos de matar
No massacre, os métodos de massacre incluíram "decapitação, espancamento, sepultamento vivo, apedrejamento, afogamento, fervura, massacres em grupo, estripação, desenterrar corações, fígados, órgãos genitais, cortar carne, explodir com dinamite e muito mais".
- Em um caso, de acordo com registros oficiais, uma pessoa foi amarrada a dinamites nas costas e explodida em pedaços por outras pessoas — apenas por diversão.[5]
- Em outro caso de 1968, "um instrutor de geografia chamado Wu Shufang (chinês simplificado: 吴树芳) foi espancado até a morte por alunos da Escola Secundária de Wuxuan. O corpo foi carregado para as pedras planas do rio Qian, onde outro professor foi forçado a arrancar o coração e o fígado por alunos com armas. De volta à escola, os alunos faziam churrasco e consumiam os órgãos."[9][11]

## Número de mortos
Após a Revolução Cultural, dois grupos de investigação oficiais foram para Quancim na década de 1980. 
- Em abril de 1981, um grupo de investigação de mais de 20 pessoas foi formado sob o arranjo de seis departamentos diferentes do Partido Comunista Chinês e do governo chinês. Em junho, o grupo concluiu que o número de mortos foi de mais de 100.000, enquanto alguns funcionários e civis alegaram em particular que o número de mortos foi de 150.000, 200.000 ou mesmo 500.000.[1][3][5]
- Em janeiro de 1984, a investigação concluiu que 89.700 mortes podiam ser identificadas por nomes e endereços, mais de 20.000 pessoas estavam desaparecidas e mais de 30.000 mortes não puderam ser identificadas por nomes ou endereços.[1][3][5]

Em 2006, o professor Su Yang (苏阳) da Universidade da Califórnia em Irvine, argumentou que o massacre de Quancim foi o massacre mais sério durante a Revolução Cultural chinesa. De acordo com o professor Su, em Quancim, entre os 65 documentos oficiais do condado disponíveis, 43 deles relatam massacres locais, com 15 deles registrando um número de mortos de mais de 1000. E o número médio de mortos foi de 526 entre todos os condados que relataram massacres.

## Canibalismo maciço

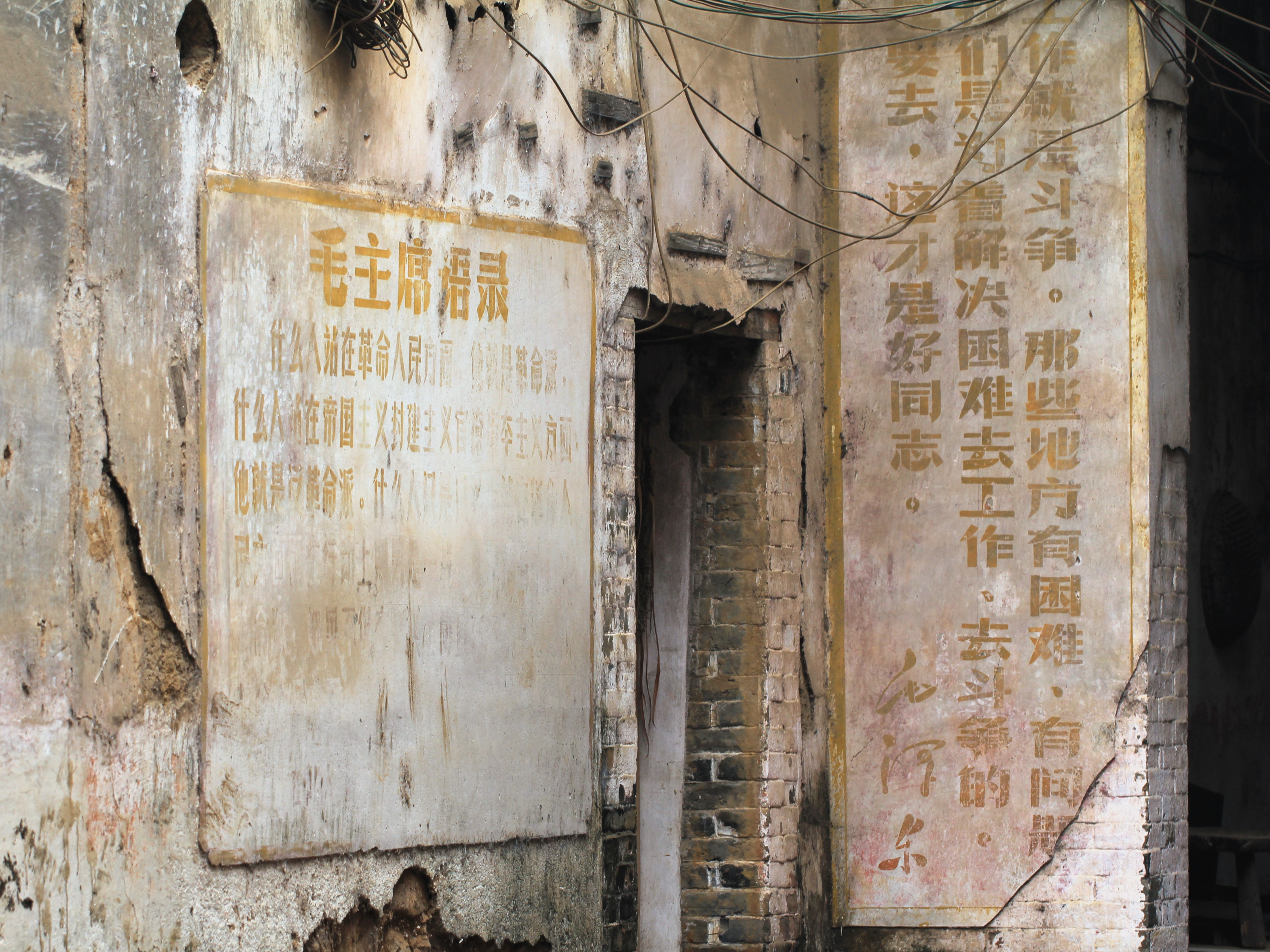
Condado de Wuxuan em Quancim, onde o canibalismo prevaleceu durante a Revolução Cultural. A imagem mostra as citações do presidente Mao Zedong em uma parede de rua de Wuxuan

O canibalismo humano ocorreu em Quancim durante a Revolução Cultural. De acordo com Zheng Yi (郑义), um estudioso que conduziu uma pesquisa detalhada sobre o assunto no final dos anos 1980 e depois contrabandeou algumas cópias de documentos oficiais para os Estados Unidos, pelo menos 137 pessoas — talvez centenas mais — foram comidas por outros e milhares de pessoas participaram do canibalismo.  Documentos também registram uma variedade de formas de canibalismo, incluindo comer pessoas como um lanche após o jantar, cortar a carne em grandes festas, dividir a carne para que cada pessoa pudesse levar um grande pedaço para casa, fazer churrasco ou assar o fígado, e assim em diante.

De acordo com Yan Lebin (晏乐斌), membro do Ministério da Segurança Pública que se juntou aos dois grupos de investigação:
Em 1968, 38 pessoas no condado de Wuxuan foram comidas e 113 funcionários do condado participaram da ingestão de carne humana, corações e fígados. Chen Guorong (陈国荣), um camponês do condado de Guigang que passou por Wuxuan, foi capturado e morto pela milícia local porque era gordo; seu coração e fígado foram retirados enquanto sua carne era distribuída para 20 pessoas. Uma líder da milícia comeu 6 fígados humanos no total, cortou os órgãos genitais de 5 homens e os embebeu em álcool, que beberia mais tarde, alegando que esses órgãos eram benéficos para sua saúde. O comportamento de comer carne humana, corações e fígados ocorreu em muitos condados de Quancim, incluindo Wuxuan, Wuming, Shangsi, Guigang, Qinzhou, Guiping e Lingyun.

De acordo com Song Yongyi (宋永毅), historiadora chinesa que trabalha na California State University, em Los Angeles:
Pesquisadores independentes em Quancim contaram um total de 421 pessoas que foram comidas. Mas houve relatos de canibalismo em 27 condados de Quancim, ou seja, dois terços de todos os condados de Quancim. Houve um homem que se dizia estar na chamada "quinta categoria", que foi espancado até a morte. Ele tinha dois filhos, um deles de 11 anos e o outro de 14. As autoridades locais e a milícia armada disseram que era importante erradicar essas pessoas e, portanto, não só mataram essas duas crianças, mas também as comeram. Isso aconteceu no condado de Pubei, Quancim, onde 35 pessoas foram mortas e comidas no total. A maioria deles eram proprietários de terras ricos e suas famílias. Havia um proprietário de terras chamado Liu Zhengjian, cuja família inteira foi exterminada. Ele tinha uma filha de 17 anos, Liu Xiulan, que foi estuprada por nove pessoas [por 19 vezes] que então rasgou sua barriga e comeu seu fígado e seios. Houve tantos incidentes como este.
De acordo com Frank Dikötter, Professor Catedrático de Humanidades da Universidade de Hong Kong, Membro Sênior da Instituição Hoover (Universidade Stanford) e vencedor do Prêmio Samuel Johnson de 2011:
Ao longo de 1967, mas também em 1968, houve facções no campo que começaram não apenas a eliminar outras fisicamente, mas literalmente em algumas pequenas cidades, elas começaram a se comer ritualisticamente. Em outras palavras, não é suficiente eliminar seu inimigo de classe. Você tem que comer o coração dele, então há casos muito bem documentados de canibalismo ritual.

Havia uma hierarquia no consumo dos inimigos de classe. Os líderes se banqueteavam com o coração e o fígado, misturados com carne de porco, enquanto os moradores comuns tinham permissão apenas para bicar os braços e coxas das vítimas.

## Respostas da mídia
- Em 2016, The Guardian afirmou em sua revisão da Revolução Cultural que "talvez a região mais afetada foi a província de Quancim, no sul, onde houve relatos de assassinatos em massa e até canibalismo".[17]
- Em 2001, Time Magazine afirmou que "a Revolução Cultural de Mao Zedong foi uma erupção de fervor ideológico, histeria em massa e brutalidade absoluta que deixou cerca de 10 milhões de chineses mortos e arruinou a vida de outros milhões. Agora, histórias de detalhes ainda mais horríveis dos anos entre 1966 e 1976 estão vindo à tona: alegações de canibalismo, envolvendo centenas de homens e mulheres que violaram o tabu mais poderoso da humanidade em nome da pureza revolucionária."[10]
- Em 1996, The Washington Post declarou, depois que Zheng Yi publicou seu livro, que "o Partido [Comunista] quer bloquear qualquer análise profunda do papel desempenhado pelo falecido presidente Mao Zedong e numerosos membros do partido. A revelação total da verdade pode destruir a pouca legitimidade a que o Partido ainda se apega."[8]
- Em 1993, Newsweek afirmou que "as descrições eram angustiantes. Diretores mortos em pátios escolares por estudantes, depois cozinhados e comidos. Cafeterias administradas pelo governo exibindo corpos humanos pendurados em ganchos de carne e os distribuindo aos funcionários […] Documentos contrabandeados para fora da China na semana passada descreveu as atrocidades da Revolução Cultural em detalhes grotescos. "[18]
- Em 1993, The New York Times afirmou que "os incidentes relatados em Quancim foram aparentemente os episódios mais extensos de canibalismo no mundo no século passado ou mais. Eles também eram diferentes de quaisquer outros porque aqueles que participaram não foram motivados por fome ou doença psicopática. Em vez disso, as ações pareciam ser ideológicas: o canibalismo, que os documentos dizem ter ocorrido em público, era frequentemente organizado por funcionários locais do Partido Comunista, e as pessoas aparentemente participavam juntas para provar seu ardor revolucionário."[4]